# Aereo invisibile di Wonder Woman
L'Aereo Invisibile (a volte chiamato anche Jet Invisibile o L'Invisibile Aereo Robot) è il venerabile, anche se ora raramente utilizzato, mezzo di trasporto della supereroina DC Comics Wonder Woman. Comparve per la prima volta in Sensation Comics n. 1 (gennaio 1942). Creato da William Moulton Marston come un'altra allegoria per i suoi fumetti su Wonder Woman, l'aereo invisibile rappresentò la condiscendenza invisibile che permise alle donne dell'Era della Depressione di entrare e sopravvivere nei luoghi di lavoro ostili dominati dai maschi con meno resistenza da quella ostilità. A dimostrazione di ciò, era stato allegorizzato che l'aereo invisibile non avrebbe mai potuto essere rintracciato mentre si muoveva silenziosamente a velocità super sonica, così da non poter essere abbattuto dalle armi del Mondo degli Uomini. L'idea era quella di evitare ogni conflitto piuttosto che creare ostilità nel futuro, e fu invece il precursore della tecnologia di tutti i dispositivi di occultamento.

## Storia originale
La versione pre-Crisi dell'aereo invisibile era una necessità per Wonder Woman perché, prima che la Crisi sulle Terre infinite ne riscrivesse la storia insieme a quelle di tanti altri eroi, ella non poteva volare coi propri poteri. Wonder Woman divenne progressivamente più potente dalla Silver Age in poi, acquisendo anche il potere di cavalcare le correnti aeree volando per brevi distanze. Tutto ciò, però, aveva dei limiti. Per esempio se non c'era vento e l'aria era completamente ferma ella sarebbe stata costretta a terra o se fosse caduta da una grande distanza sarebbe andata incontro al terreno senza alcun aiuto. Nonostante con le sue nuove capacità Wonder Woman potesse fare a meno del suo aereo invisibile in alcune situazioni, ne aveva comunque bisogno per tutte le altre.
L'Aereo Invisibile fu una creazione di Diana durante il suo periodo iniziale sull'Isola Paradiso. Lo creò perché fosse un miglioramento all'aeroplano di sua madre che sarebbe potuto essere abbattuto nel Mondo degli Uomini. Il risultato della sua innovazione fu l'aereo invisibile che poteva volare a velocità incredibili silenziosamente e non essere rilevato dalle forze nemiche, evitando così conflitti spiacevoli. Inizialmente fu raffigurato come trasparente.
L'aereo invisibile comparve nelle prime storie a fumetti, incluso All-Star Comics n. 8, dove fu mostrato in grado di volare a oltre 2000 miglia orarie e di mandare via i raggi dell'arcobaleno per penetrare la nebbia intorno all'Isola Paradiso, così come l'atterraggio in modalità stealth e una radio costruita all'interno. Wonder Woman era solita parcheggiarlo in una fattoria abbandonata vicino a Washington, nel granaio, quindi ne scendeva con abiti militari sotto il nome di Luogotenente Prince. Anche se non fu esplicitamente affermato, l'aereo veniva probabilmente parcheggiato li quando non era in uso, per tutto il resto dell'epoca pre-Crisi. In una storia successiva, volò a 40 miglia al secondo.
Poco dopo, le capacità telepatiche della tiara di Wonder Woman le permisero di convocarlo, spesso per andare via o arrivare presso il Dipartimento della Guerra, e ne usciva da una scala di corda. Utilizzò l'aereo per volare nello spazio aperto, e frequentemente trasportando Etta Candy e le Holliday Girls, Steve Trevor o altri. Durante gli anni '50, l'aereo divenne un jet, e visto spesso volare sopra l'ufficio del Luogotenente Prince; Diana si cambiava di abito a super velocità e vi saltava sopra. Anche se l'aereo veniva raffigurato come semi-trasparente per convenienza dei lettori, i dialoghi interni indicavano che era in realtà completamente invisibile, o almeno in grado di diventarlo nel caso che ci fosse stata la necessità (DC Comics Presents... n. 41).
Wonder Woman continuò a utilizzare l'aereo per la super velocità, nello spazio vuoto e trasporti multi-dimensionali fino all'epoca della depotenziata Diana Prince. Quando Wonder Woman recuperò i suoi poteri e le operazioni in costume nel 1973, continuò come prima a usare il jet, ma poteva viaggiare sulle correnti d'aria per piccole distanze. A un certo punto, Afrodite fece in modo che l'aereo potesse viaggiare a una velocità maggiore di quella della luce per i viaggi interstellari che la sua campionessa avrebbe dovuto intraprendere (Wonder Woman vol. 1 n. 261). Grazie ai ritocchi dei gremlins, l'aereo sviluppò l'abilità di pensare e parlare (Wonder Woman vol. 1 n. 312). L'aereo si dimostrò un buon amico, pronto ad aiutare la sua "padrona" e coloro a lei cari in ogni modo possibile, infatti andava specialmente d'accordo con Steve Trevor.

## Storie successive
Nella versione post-Crisi dell'Universo DC, Wonder Woman poteva volare, indipendentemente dalle correnti d'aria, e quindi ebbe meno bisogno del suo aereo invisibile, di conseguenza anche le storie con l'aereo furono aggiornate.
Le origini della versione della Modern Age dell'Aereo Invisibile furono narrate durante il periodo di John Byrne come autore della serie, con più dettagli e informazioni in Wonder Woman Secret Files n. 1.
L'essere che sarebbe stato chiamato un giorno Aereo Invisibile cominciò la sua vita come un "cristallo mutante" alieno che circolava intorno a un pianeta distante con la sua "famiglia", altri cristalli mutanti chiamati collettivamente l'Anello. Al loro stato naturale, l'aereo e i suoi compagni dell'Anello somigliavano a delle uova di plastica semi-trasparente. Nel tempo, fu separato dalla sua famiglia e fu trovato dai Lansinariani, una razza cieca sotterranea che viveva sotto l'Antartide. I Lansinariani non potevano reagire sufficientemente in fretta da cambiare il proprio ambiente. Così, svilupparono dei cristalli mutanti che trovarono in un dispositivo di vita che soddisfaceva i loro bisogni. Questi esseri donarono il dispositivo a Wonder Woman in gratitudine per averli salvati. L'aereo, che possedeva un'intelligenza artificiale sofisticata, rispondeva al pensiero di Wonder Woman. Era in grado di rendersi invisibile e di cambiare la propria forma, trasformandosi in ogni forma di veicolo che il guidatore aveva bisogno, sia un jet, un sottomarino, una motocicletta o un carro con i cavalli.
Wonder Woman, tuttavia, fu inizialmente ignara che l'aereo invisibile non era solo vivo ma quasi cosciente che era trattato dalla sua padrona come un aggeggio senza vita.
Mancante del potere di volare della propria figlia e prendendone l'originale incarnazione della Golden Age, la madre di Wonder Woman, Ippolita, fece un buon uso dell'aereo durante il suo periodo di viaggio temporale come Wonder Woman degli anni '40. Per mettere a posto quell'epoca, volle che il dispositivo assumesse la forma di un aereo a propellente e prese l'aspetto dell'aereo invisibile pre-Crisi. Dopo il suo ritorno all'epoca moderna, l'aereo dimostrò di nuovo la sua personalità, e come la sua incarnazione precedente alla fine sviluppò l'abilità di parlare. Quando un criminale ne manipolò i sentimenti di rabbia per essere stato ignorato per così tanti anni nonostante il fedele servizio, attaccò Wonder Woman e i suoi amici. Dopo aver capito quanto aveva fatto, subito dopo dimostrò di provare rimorso e cercò di fare ammenda trasformandosi in una base galleggiante sopra Gateway City per la sua padrona. Dimostrandosi un buon - anche se più silente e senza volto - amico, l'aereo ricevette un nome appropriato: WonderDome. Successivamente la tecnologia di Dome venne incorporato nella città amazzone di Themyscira seguendone la ricostruzione alla veglia della Guerra di Imperiex. Dome infine si riunì con i membri della sua lontana famiglia.
in Wonder Woman n. 201 (di Greg Rucka), Dome si sacrificò per prevenire che un maremoto uccidesse migliaia di persone innocenti. Essendo "morto" diverse volte, Dome era adesso l'equivalente di un cadavere umano. Mentre poteva ancora funzionare nella sua forma tradizionale di un aereo invisibile, non poteva più alterare la propria forma ed era ora un oggetto inanimato che non era né intelligente né cosciente di se stesso.

### Specifiche
- Originariamente, l'aereo doveva essere silenzioso e muoversi a velocità super sonica.
- Fu creato per armonizzarsi al suo utilizzatore e all'ambiente. Il vascello rispondeva appropriatamente e poteva prendere la forma di ogni veicolo sulla terra, acqua e oltre (un sottomarino o una nave spaziale). Come visto nel suo ruolo di WonderDome, poteva trasformarsi anche in una fortezza volante.
- Aveva il potere di essere irrivelabile dai radar o dall'occhio umano e l'abilità di trasformare i suoi cristalli, la "modalità trasparente" per completare l'invisibilità rendendo sia sé stesso che il suo occupante davvero invisibili, nella forma di un dispositivo tecnologico d'occultamento.
- Il Jet Invisibile si alimentava sfruttando le particelle gravitazionali. Fu in questa forma che poteva proteggere i suoi passeggeri dalle forze dell'accelerazione improvvisa.
- Nello spazio aperto, l'imbarcazione poteva estrudere una parte di sé intorno a Wonder Woman. Senza aver bisogno di rifornimento di aria aggiuntiva, poteva elaborare il proprio ossigeno per permettere la respirazione per 20 minuti. Poteva avvertire i pensieri di Wonder Woman e rispondeva a ogni sua necessità.
- Arsenale: il jet invisibile poteva formare delle armi dalla sua stessa sostanza ma così facendo esauriva in parte la quantità di materiale nello scafo. Quando avveniva tale esaurimento, la nave poteva lentamente rigenerarsi. Questa funzione era da evitare e da utilizzare solo quando era assolutamente necessario e come ultima risorsa.
- Anche se Wonder Woman possedeva l'abilità di volare, il jet invisibile si dimostrò molto utile, in quanto conteneva certi equipaggiamenti a bordo e serviva da riparo protettivo, portava i carichi di Wonder Woman, e naturalmente la rendeva invisibile per le missioni segrete.

## In altri media
- Un realistico aereo di giuste dimensioni comparve nella serie Wonder Woman, e fu mostrato diverse volte durante l'epoca della Seconda guerra mondiale. Venne mostrato come jet in due episodi della serie ambientati negli anni '70, prima di scomparire. Dopo la sua scomparsa, Wonder Woman poteva correre a incredibili velocità, saltare enormi distanze, o anche cambiare costume e arrivare a destinazione grazie alle motociclette.
- L'aereo invisibile era una caratteristica ricorrente del cartone animato I Superamici; Wonder Woman diede passaggio ad Aquaman e ai Wonder Twins regolarmente. In Challenge of the Super Friends, il jet invisibile usava il lazo magico come proiettile.
- L'aereo invisibile comparve nella serie animata Justice League Unlimited. Avrebbe avuto origini diverse nella sua controparte del film TV Justice League: Worlds Collide, ma questo film non venne mai prodotto. Quando fu prodotto, fu anche spiegato che la lista dei Leaguers sarebbe stata espansa e trasformata in Justice League Unlimited. Al Comic-Con di San Francisco del 2007, in California, Bruce Timm annunciò che Justice League: Worlds Collide sarebbe potuto essere prodotto nei pochi anni successivi. Non fu caso, e il film non fu mai fatto, ma le origini narrate dell'aereo invisibile intese per Worlds Collide furono utilizzate per il film Justice League: La crisi dei due mondi.
- Nel film animato del 2009 Wonder Woman, Diana ricevette l'aereo invisibile per trasportare Steve Trevor nel mondo esterno dopo che si schiantò sull'Isola delle Amazzoni e la configurazione dello scafo era consciamente modellato come l'aereo da combattimento di Trevor. In questa versione era un jet da combattimento stealth e anche i suoi missili erano invisibili. Non ci fu alcuna spiegazione riguardo alle sue origini.
- Nel film animato del 2010 Justice League: La crisi dei due mondi, Wonder Woman requisì un aereo da combattimento da Owlman (la versione malvagia di Batman) mentre la Justice League si trovava su una terra parallela dominata dalle loro controparti malvagie, il Sindacato del crimine. Durante la battaglia, il dispositivo d'occultamento dell'aereo (il "circuito camaleonte") andò in corto mentre era in uso, lasciando permanentemente l'aereo in modalità stealth. Dopo il completamento della missione, Wonder Woman tenne per sé l'aereo invisibile come "bottino di guerra".
- L'aereo invisibile comparve nell'episodio Un segreto da custodire della serie animata Batman: The Brave and the Bold.
- In The LEGO Movie, durante un attacco in cui la Batmobile fu distrutta, Wonder Woman disse "Al Jet Invisibile!", che fu distrutto, anch'esso, poco dopo. Questa fu una frase di riferimento alla serie televisiva degli anni '60 Batman.
- L'aereo invisibile comparve in Lego Batman: The Movie - DC Super Heroes Unite.
- Il 1º aprile 2015, lo Smithsonian ne esibì per un giorno una riproduzione[2].
- Un jet reso invisibile dal potere di Diana appare nel film del 2020 Wonder Woman 1984.